# Ławeczka Wisławy Szymborskiej w Kórniku
Ławeczka Wisławy Szymborskiej w Kórniku – uliczny pomnik polskiej poetki, laureatki Nagrody Nobla w dziedzinie literatury z 1996 Wisławy Szymborskiej. Znajduje się w Kórniku na Prowencie, przy promenadzie jej imienia, nad Jeziorem Kórnickim.

## Opis
Pomnik znajduje się w pobliżu domu urodzin Wisławy Szymborskiej, niedaleko budynku Kórnickiego Ośrodka Kultury.
Wykonana z brązu naturalnej wielkości figura stojącej Wisławy Szymborskiej w płaszczu i kapeluszu posadowiona jest przy ławce o metalowym szkielecie oraz drewnianym siedzeniu i oparciu. Poetka w prawej ręce trzyma schowaną do tyłu kartkę z tytułem wiersza „Kot w pustym mieszkaniu”.
Kompozycję dopełnia rzeźba kota na ławeczce, wykonana również z brązu. Zwierzę siedzi na trzech metalowych kartkach, na których znajdują się fragmenty wiersza „Kot w pustym mieszkaniu”.
Na tyle oparcia ławeczki znajduje się mała metalowa tabliczka w kształcie prostokąta z inskrypcją: Ławeczka Wisławy Szymborskiej / Z okazji 90. urodzin. / Kórnik 2013 r. / Autorzy: / Piotr Mastalerz / Dawid Szafrański.

## Odsłonięcie
Odsłonięcie pomnika odbyło się 29 czerwca 2013. W uroczystości wziął udział m.in. Michał Rusinek, wieloletni sekretarz Wisławy Szymborskiej.

## Galeria

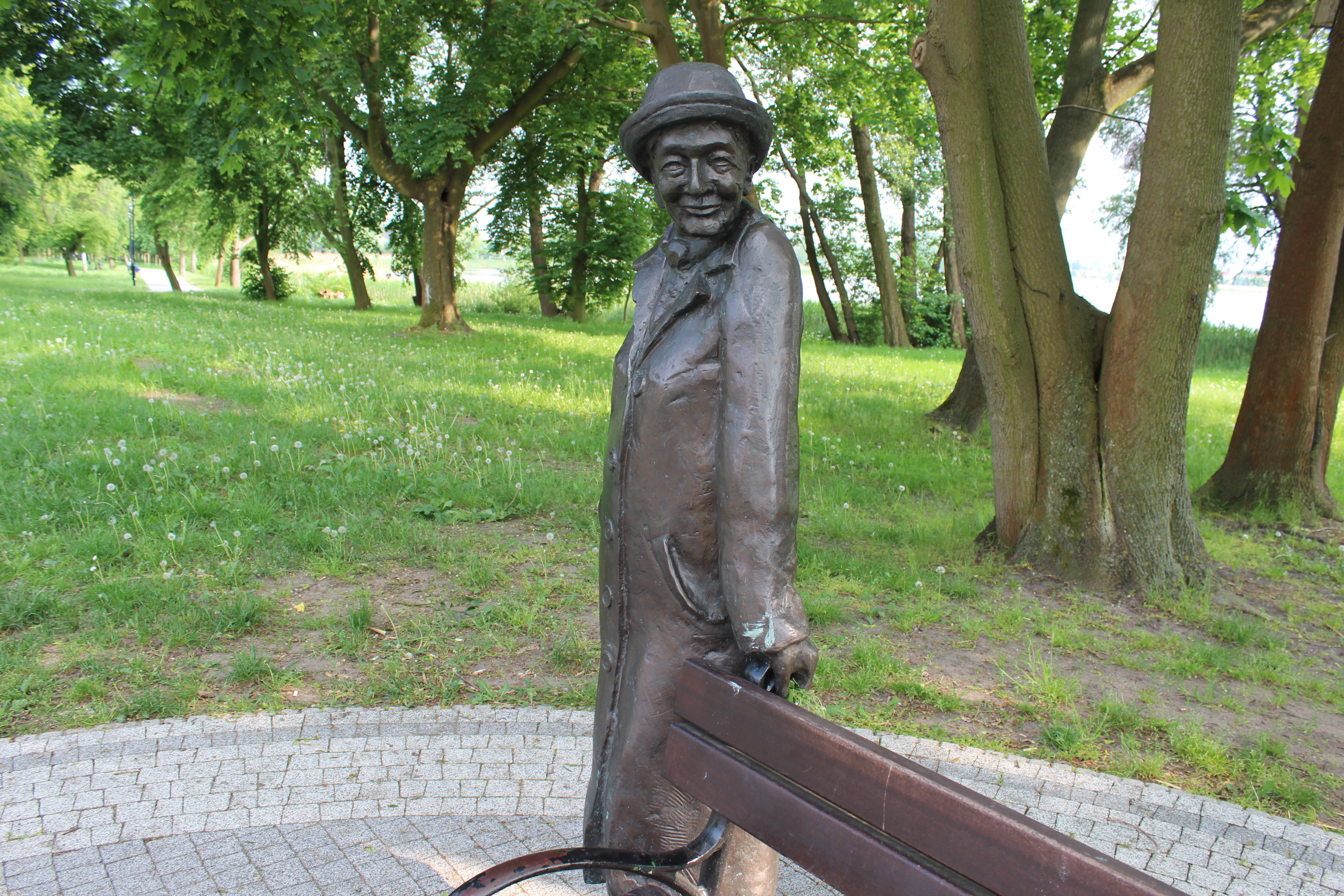
Postać poetki
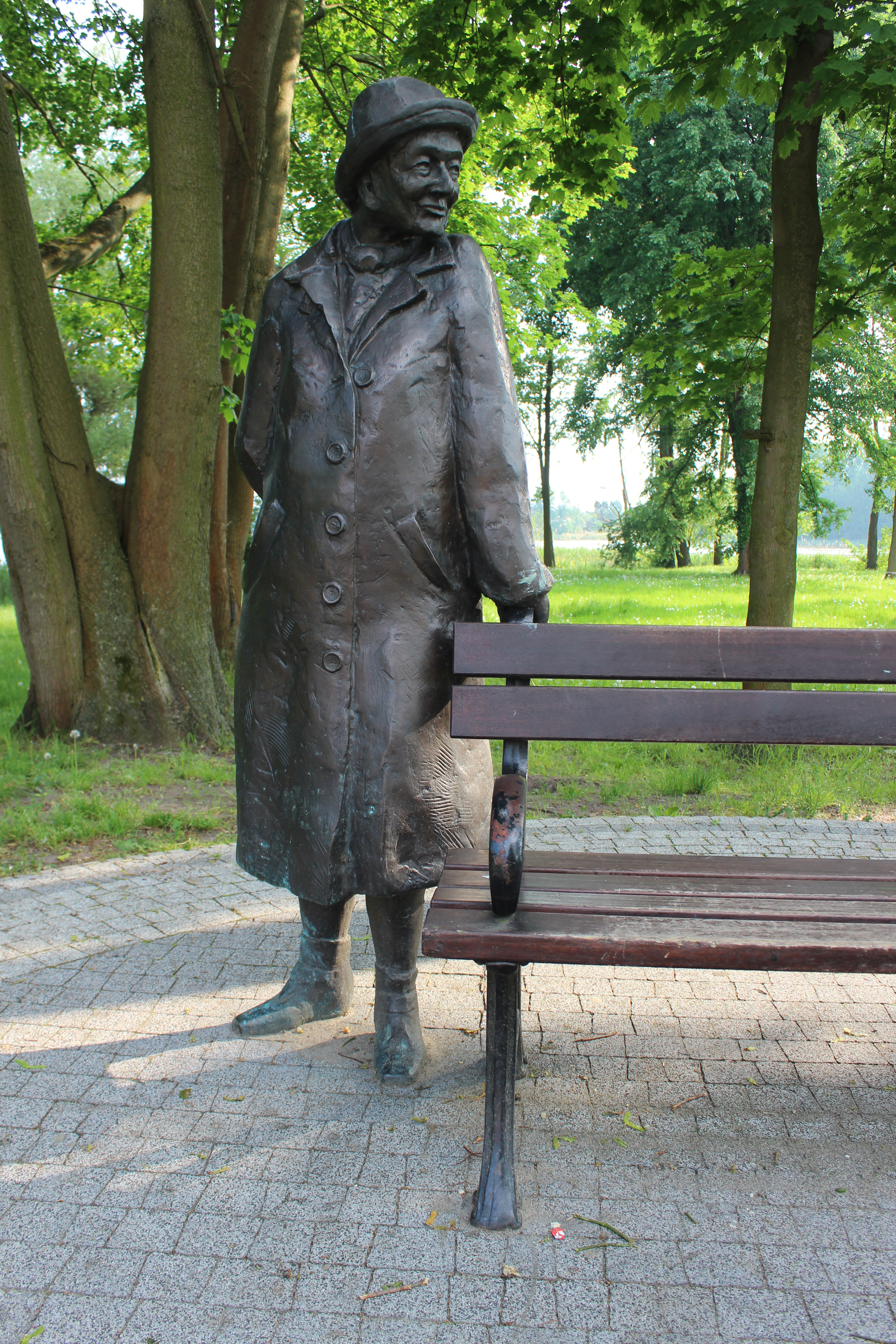
Postać poetki
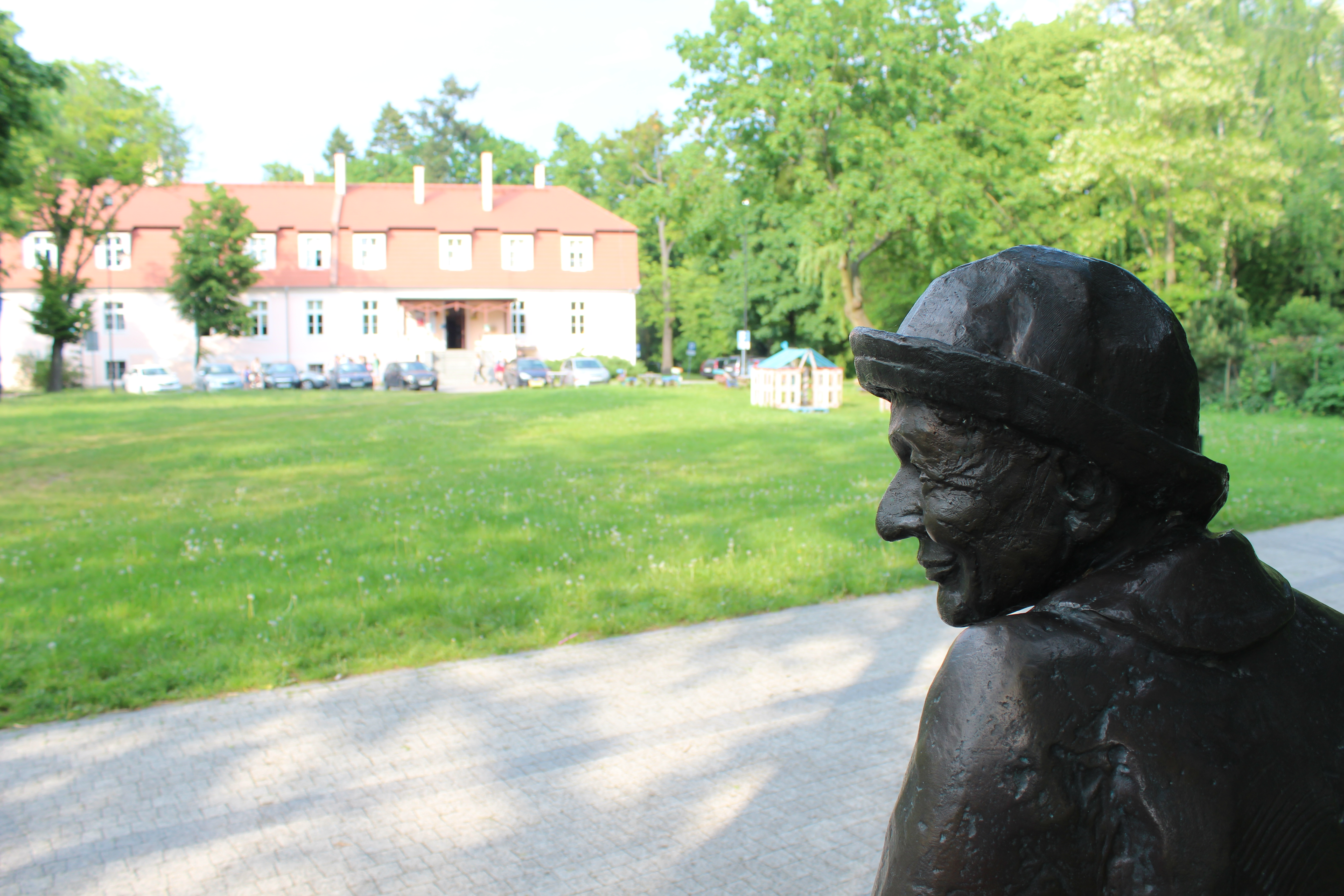
W tle Kórnicki Ośrodek Kultury
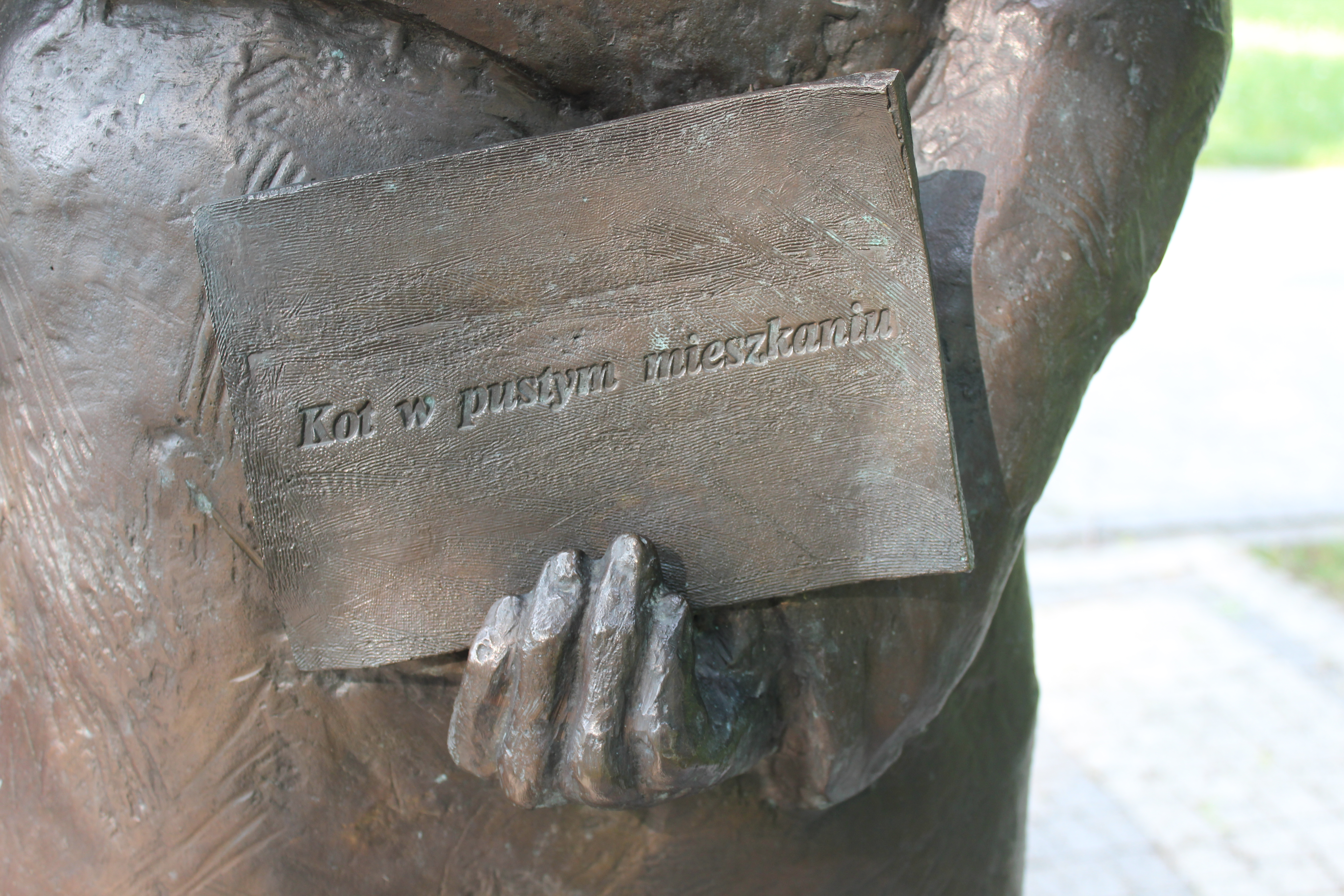
Tytuł wiersza w ręku poetki
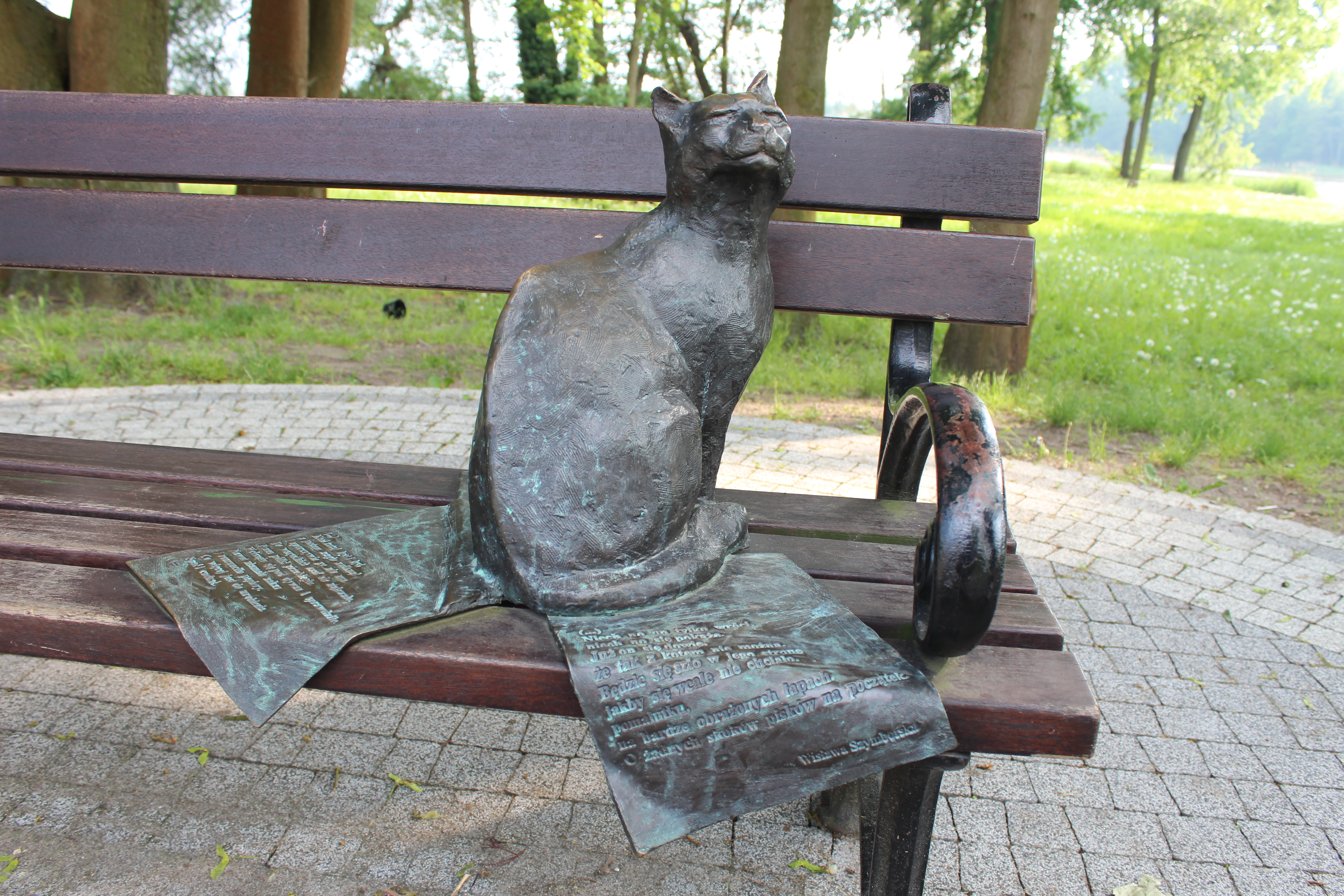
Tytułowy kot
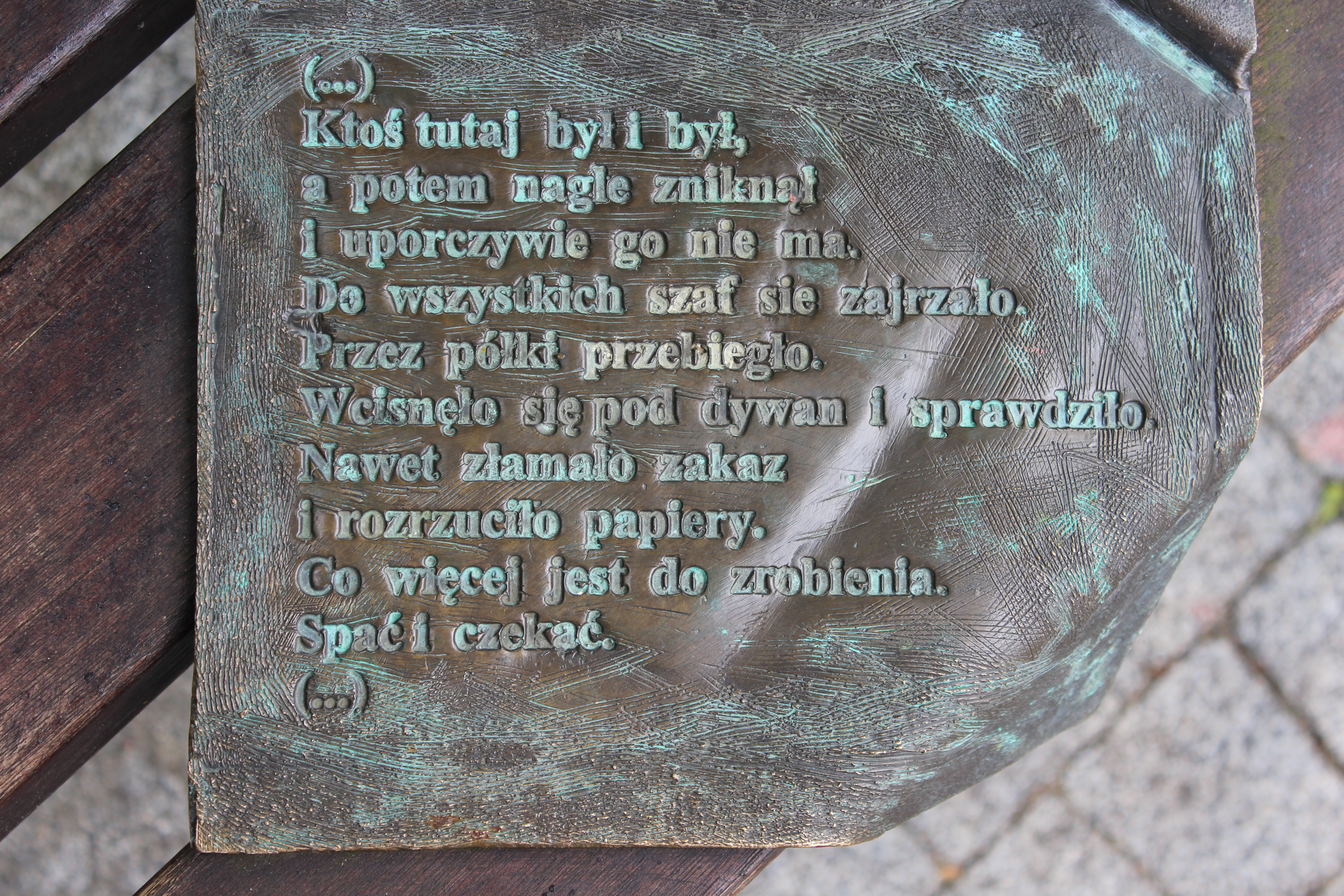
Fragment wiersza „Kot w pustym mieszkaniu”
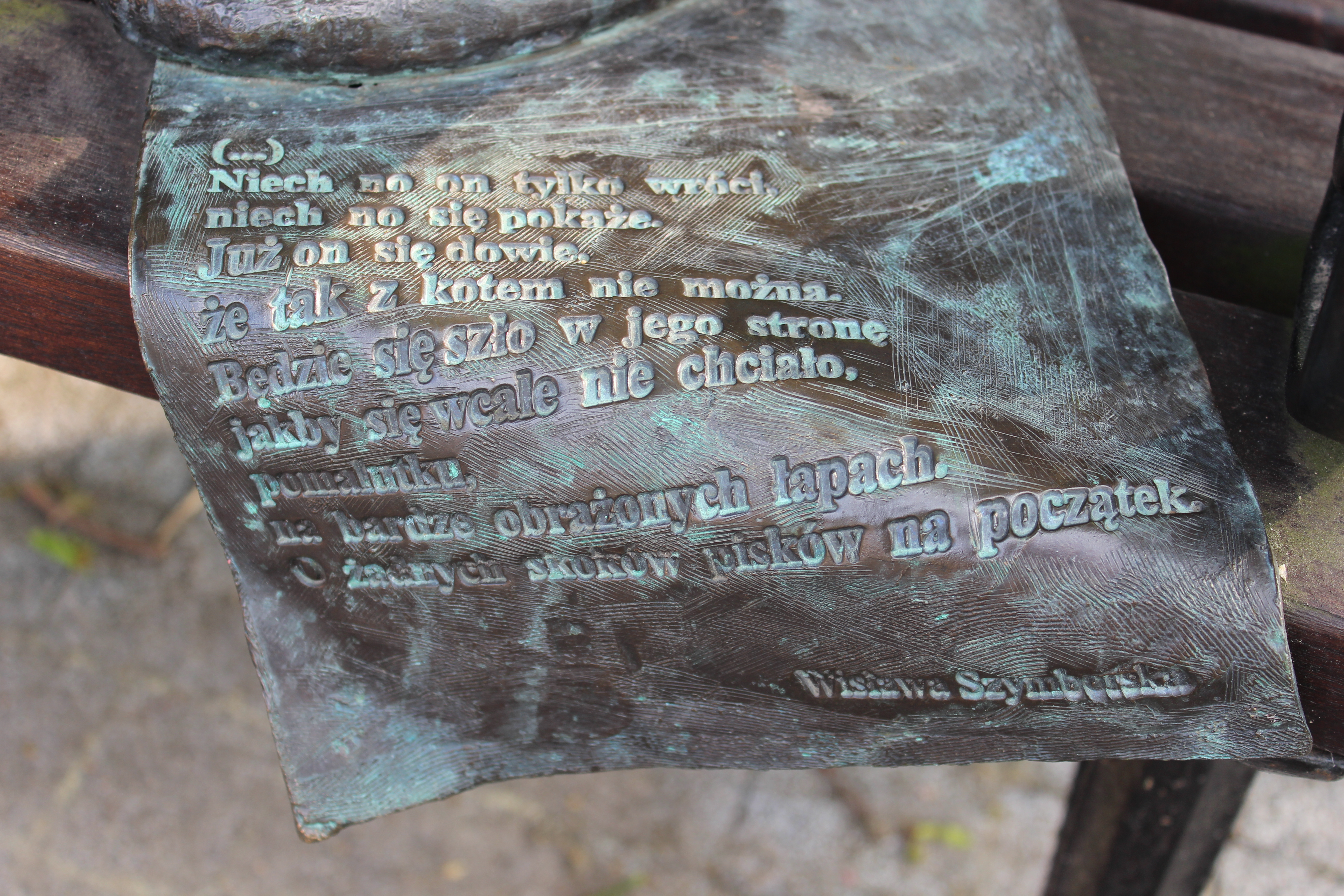
Fragment wiersza „Kot w pustym mieszkaniu”
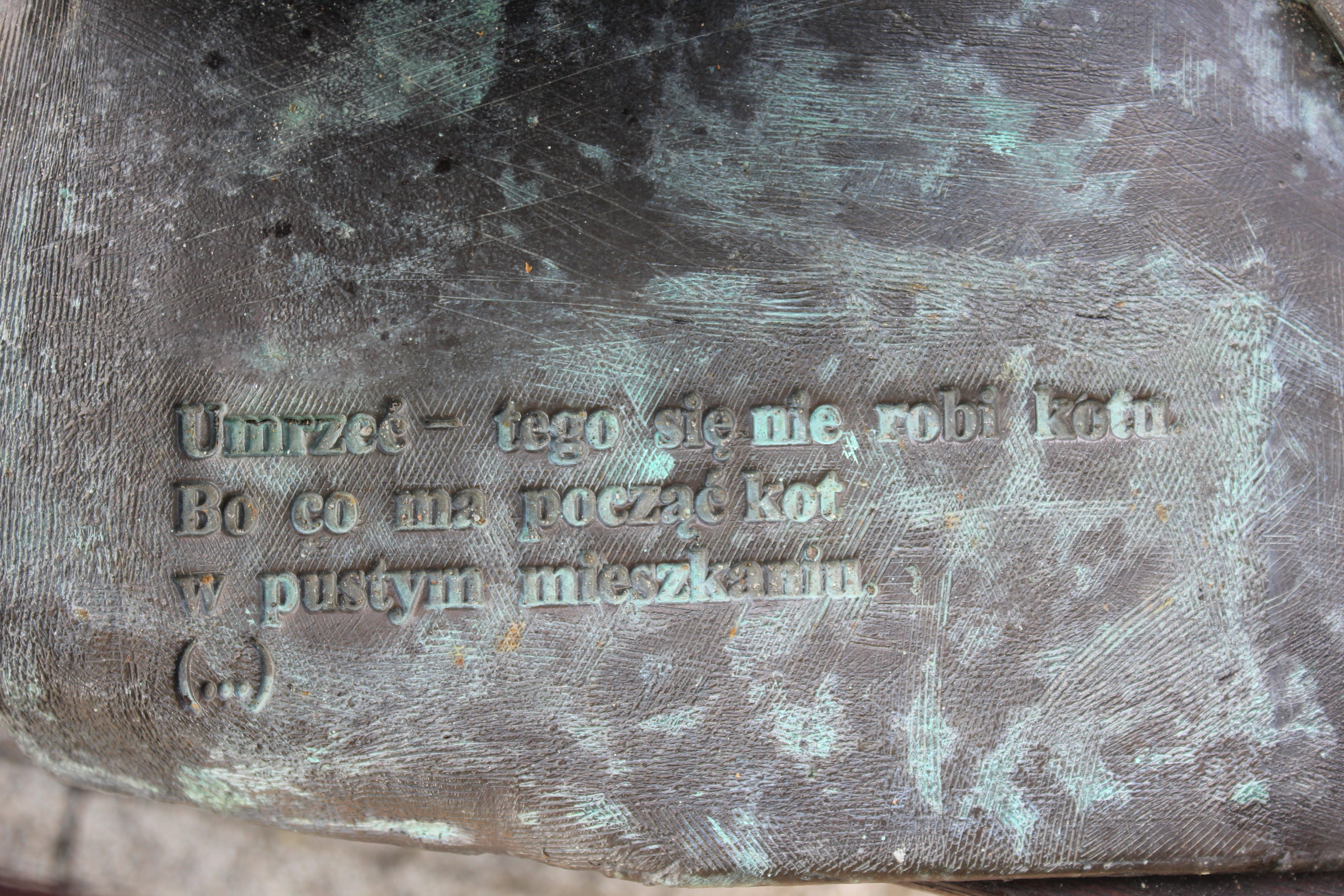
Fragment wiersza „Kot w pustym mieszkaniu”
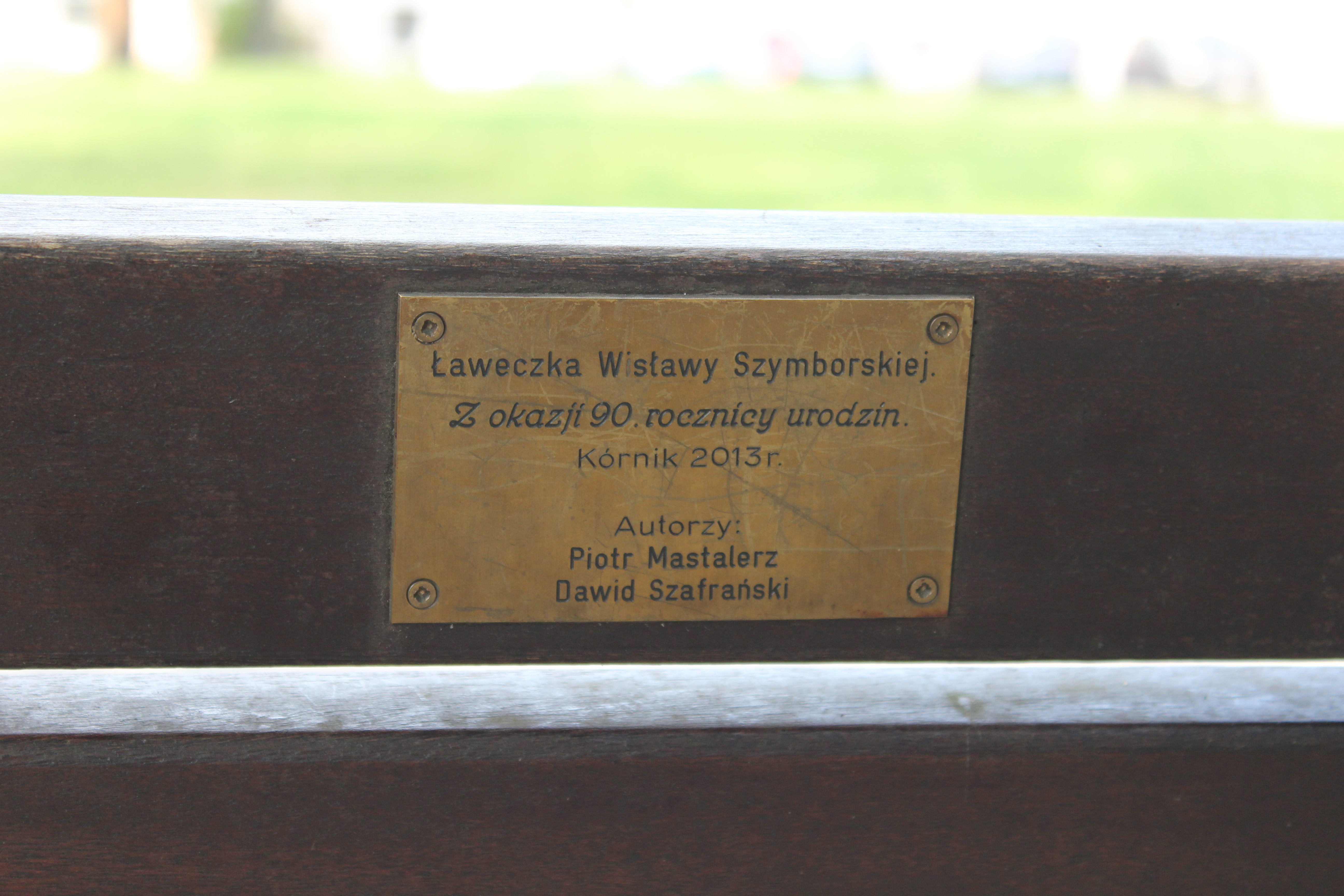
Tabliczka upamiętniająca odsłonięcie pomnika